# Nieuw-Balinge

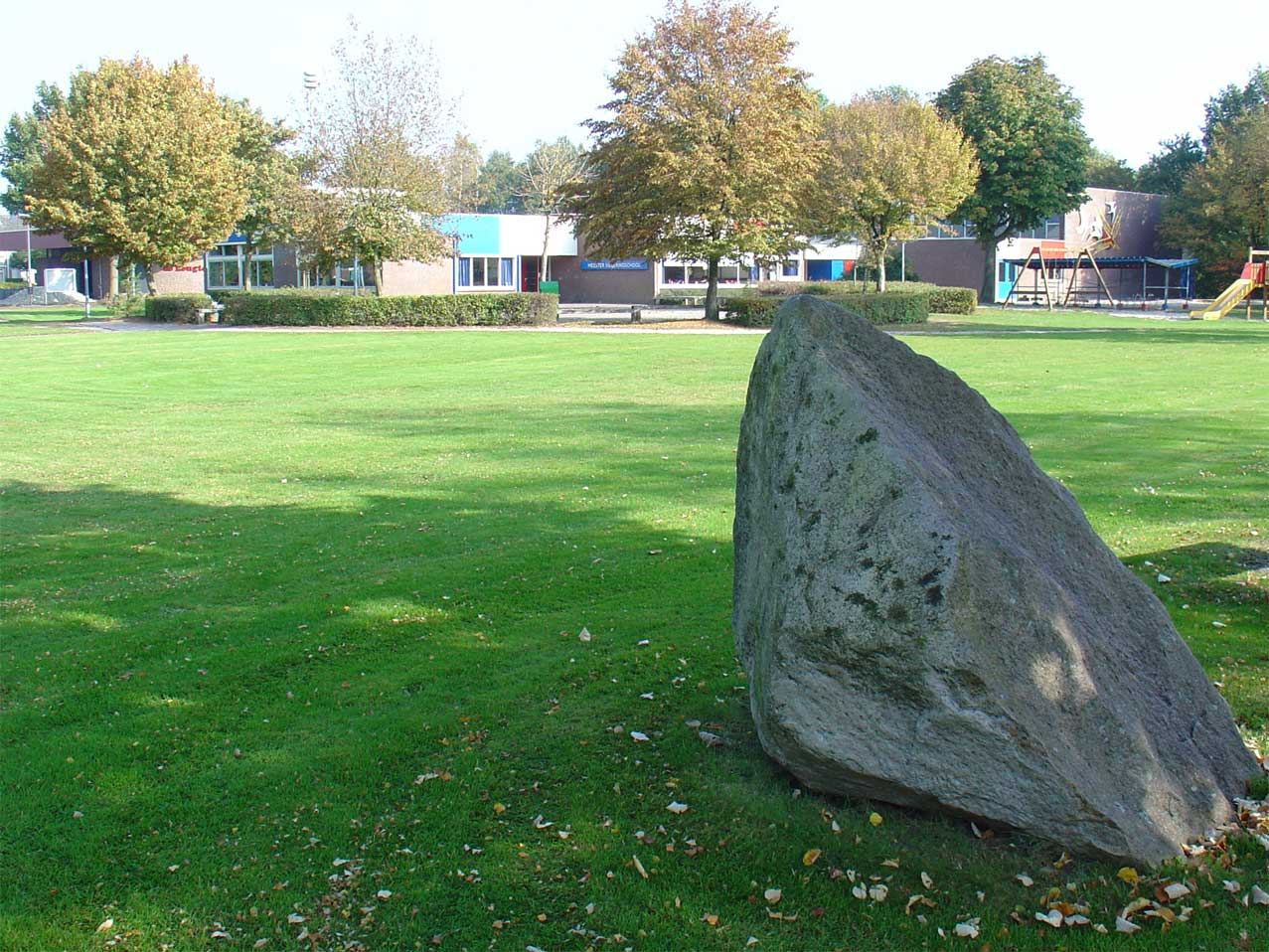
Vila de Nieuw-Balinge

Nieuw-Balinge (52° 46′ N, 6° 36′ L) é uma cidade dos Países Baixos, na província de Drente. Nieuw-Balinge pertence ao município de Midden-Drente, e está situada a 10 km, a nordeste de Hoogeveen.
Em 2001, a cidade de Nieuw-Balinge tinha 446 habitantes. A área urbana da cidade é de 0.16 km², e tem 171 residências. 
A área de Nieuw-Balinge, que também inclui as partes periféricas da cidade, bem como a zona rural circundante, tem uma população estimada em 930 habitantes.